# 변상욱의 이야기쇼
변상욱의 이야기쇼는 대한민국의 방송국 기독교방송의 라디오 채널 CBS 표준FM에서 토요일 오전 7시 5분 ~ 오전 8시 55분에 방송하는 라디오 프로그램이다.
2016년 4월 25일 CBS 봄 개편으로 종전 이 시간대에 방송됐던 "주말 이야기쇼"가 폐지되고 새롭게 신설된 프로그램이다.
2019년 1월 26일을 끝으로 변상욱 앵커가 하차 (정년퇴임)하였다. 2월 한달동안은 CBS 이봉규 아나운서가 진행한후 종영되었다.

## 구성
- 1부 - 당신의 이중생활

밥벌이와 일상의 고단함 중에도 소소하고 의미있는 '딴짓'을 찾는 호모딴짓스들 (인간은 딴짓하는 동물이다)의 행복충전 이야기
- 2부 - 혹성탈출

대한민국이라는 혹성에 갇힌 영장류의 인간회복 프로젝트. 그들의 혹성탈출은 과연 성공할 것인가.

## 같이 보기
- CBS 표준FM
- 기독교방송

| CBS 표준FM 토요일 프로그램 |                         |                          |
| 이전                       | 변상욱의 이야기쇼       | 다음                     |
| 굿모닝뉴스 박재홍입니다    | 변상욱의 이야기쇼       | 그대 창가에 이한철입니다 |
| 오전 6시 5분 ~ 오전 7시    | 오전 7시 5분 ~ 오전 9시 | 오전 9시 5분 ~ 오전 11시 |
| 정시 CBS 노컷뉴스          | 정시 CBS 노컷뉴스       | 정시 CBS 노컷뉴스        |

| 부산CBS 표준FM 토요일 프로그램 |                         |                          |
| 이전                           | 변상욱의 이야기쇼       | 다음                     |
| 굿모닝뉴스 박재홍입니다        | 변상욱의 이야기쇼       | 그대 창가에 이한철입니다 |
| 오전 6시 5분 ~ 오전 7시        | 오전 7시 5분 ~ 오전 9시 | 오전 9시 5분 ~ 오전 11시 |
| 정시 CBS 노컷뉴스              | 정시 CBS 노컷뉴스       | 정시 CBS 노컷뉴스        |

| 경남CBS 표준FM 토요일 프로그램 |                         |                          |
| 이전                           | 변상욱의 이야기쇼       | 다음                     |
| 굿모닝뉴스 박재홍입니다        | 변상욱의 이야기쇼       | 그대 창가에 이한철입니다 |
| 오전 6시 5분 ~ 오전 7시        | 오전 7시 5분 ~ 오전 9시 | 오전 9시 5분 ~ 오전 11시 |
| 정시 CBS 노컷뉴스              | 정시 CBS 노컷뉴스       | 정시 CBS 노컷뉴스        |

| 대구CBS 표준FM 토요일 프로그램 |                         |                          |
| 이전                           | 변상욱의 이야기쇼       | 다음                     |
| 굿모닝뉴스 박재홍입니다        | 변상욱의 이야기쇼       | 그대 창가에 이한철입니다 |
| 오전 6시 5분 ~ 오전 7시        | 오전 7시 5분 ~ 오전 9시 | 오전 9시 5분 ~ 오전 11시 |
| 정시 CBS 노컷뉴스              | 정시 CBS 노컷뉴스       | 정시 CBS 노컷뉴스        |

| 광주CBS 표준FM 토요일 프로그램 |                         |                          |
| 이전                           | 변상욱의 이야기쇼       | 다음                     |
| 굿모닝뉴스 박재홍입니다        | 변상욱의 이야기쇼       | 그대 창가에 이한철입니다 |
| 오전 6시 5분 ~ 오전 7시        | 오전 7시 5분 ~ 오전 9시 | 오전 9시 5분 ~ 오전 11시 |
|                                | 정시 CBS 노컷뉴스       | 정시 CBS 노컷뉴스        |